# Neomyxus leuciscus
Neomyxus leuciscus är en fiskart som först beskrevs av Günther 1872.  Neomyxus leuciscus ingår i släktet Neomyxus och familjen multfiskar. Inga underarter finns listade i Catalogue of Life.